# Hélé Béji
Hélé Béji, född 1948 i Tunis, är en tunisisk författare och litteraturvetare. Hon har undervisat litteratur vid Tunis universitet, och arbetat för UNESCO i Paris. 1998 grundade hon Collège international de Tunis. Franska akademin tilldelade henne 2016 le Grand Prix Hervé Deluen. 

## Publikationer (urval)
- Désenchantement national : essai sur la décolonisation, 1982 [3]
- L’Œil du jour (roman),1985
- L'art contre la culture, 1994
- L'imposture culturelle, 1997
- Une force qui demeure, 2007
- Nous, décolonisés, 2008
- Islam Pride. Derrière le voile, Paris, 2011 [4]